# Liste der Biografien/Gola
Liste der Biografien |
Portal Biografien |
Personensuche
# |
A |
B |
C |
D |
E |
F |
G |
H |
I |
J |
K |
L |
M |
N |
O |
P |
Q |
R |
S |
T |
U |
V |
W |
X |
Y |
Z |
?
 
Ga |
Gb |
Gc |
Gd |
Ge |
Gf |
Gh |
Gi |
Gj |
Gk |
Gl |
Gm |
Gn |
Go |
Gp |
Gq |
Gr |
Gs |
Gu |
Gv |
Gw |
Gy |
Gz
 
Goa |
Gob |
Goc |
God |
Goe |
Gof |
Gog |
Goh |
Goi |
Goj |
Gok |
Gol |
Gom |
Gon |
Goo |
Gop |
Gor |
Gos |
Got |
Gou |
Gov |
Gow |
Goy |
Goz
 
Gola |
Golb |
Golc |
Gold |
Gole |
Golf |
Golg |
Goli |
Golj |
Golk |
Goll |
Golm |
Goln |
Golo |
Golp |
Gols |
Golt |
Golu |
Golv |
Goly |
Golz
Die Liste der Biografien führt alle Personen auf, die in der deutschsprachigen Wikipedia einen Artikel haben. Dieses ist eine Teilliste mit 46 Einträgen von Personen, deren Namen mit den Buchstaben „Gola“ beginnt.

## Gola
- Gölä (* 1968), Schweizer Rockmusiker
- Gola, Benedetto (* 1904), italienischer Fußballspieler und -trainer
- Gola, Ferre (* 1976), kongolesischer Sänger und Gitarrist
- Gola, Karl (* 1920), deutscher Fußballspieler
- Gola, Mire (1911–1943), polnische Untergrundaktivistin und Widerstandskämpferin
- Gola, Peter (* 1940), deutscher Rechtswissenschaftler und Kommunalpolitiker
- Gola, Sisay Meseret (* 1997), äthiopische Langstreckenläuferin
- Gola, Tom (1933–2014), US-amerikanischer Basketballspieler

### Golab
- Gołąb, Maciej (* 1952), polnischer Musikwissenschaftler
- Gołąb, Marek (1940–2017), polnischer Gewichtheber
- Gołąb, Stanisław (1902–1980), polnischer Mathematiker

### Golac
- Golac Chamoli de Ludeña, Anatolia (1937–2021), peruanische Politikerin
- Golachowski, Stanisław (1907–1951), polnischer Musikwissenschaftler und -pädagoge

### Golaf
- Golafshan, Alireza (* 1986), iranischer Filmproduzent, Regisseur, Regieassistent, Filmregisseur und Filmautor

### Golak
- Golakai, Hawa Jande (* 1979), liberianische Schriftstellerin

### Golan
- Golán, Borja (* 1983), spanischer Squashspieler
- Golan, Eden (* 2003), israelische Sängerin
- Golan, Eyal (* 1971), israelischer Sänger
- Golan, Gila (* 1940), israelische Schauspielerin und ehemaliges Model
- Golan, Ishai (* 1973), israelischer Schauspieler
- Golan, Itamar (* 1970), israelischer Pianist
- Golan, Jair (* 1962), israelischer Offizier und Politiker (Meretz)Yair Golan (* 1962)

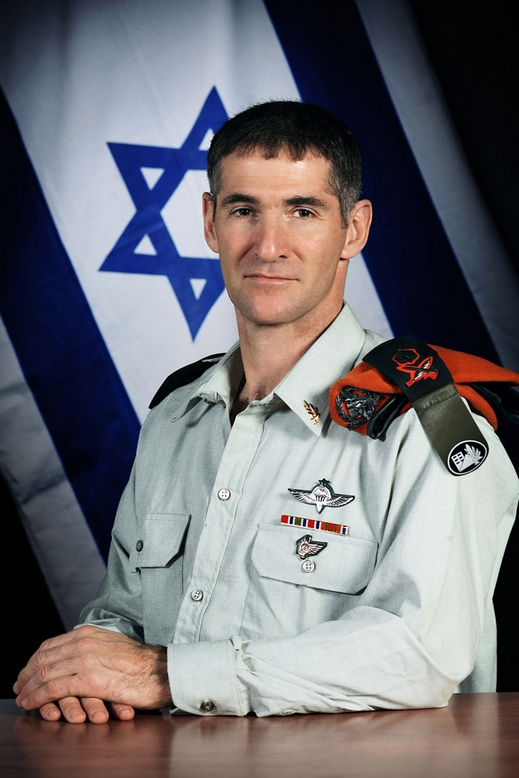
Yair Golan (* 1962)

- Golan, Menahem (1929–2014), israelischer Filmregisseur und -produzent
- Golan, Nachum (1915–1991), deutsch-israelischer Brigadegeneral
- Golan, Rosi (* 1981), US-amerikanisch-israelische Singer-Songwriterin
- Golan, Ruth (1944–2012), deutsche Architektin und Stadtplanerin
- Golan, Shammai (1933–2017), israelischer Schriftsteller
- Golani, Rivka (* 1946), israelische Bratschistin
- Golanko, Halina (* 1948), polnische Schauspielerin
- Golański, Paweł (* 1982), polnischer Fußballspieler
- Golant, Raissa Jakowlewna (1885–1953), russische Neurologin, Psychiaterin und Hochschullehrer
- Golant, Wiktor Jewgenjewitsch (1928–2008), russischer Physiker und Hochschullehrer
- Golantschikowa, Ljubow Alexandrowna (1888–1959), russische Testpilotin

### Golar
- Golar, Cvetko (1879–1965), jugoslawischer Lyriker, Erzähler und Dramatiker
- Golarsa, Laura (* 1967), italienische Tennisspielerin

### Golas
- Gołaś, Arkadiusz (1981–2005), polnischer Volleyballspieler
- Gołaś, Michał (* 1984), polnischer Radrennfahrer
- Golas, Thaddeus (1924–1997), US-amerikanischer Autor
- Golas, Víctor Hugo Mateus (* 1990), polnisch-portugiesischer Fußballtorhüter
- Golasa, Eyal (* 1991), israelischer Fußballspieler
- Golasowski, Wolfgang (* 1953), deutscher Jurist, Richter und Bremer Staatsrat

### Golay
- Golay, Jeanne (* 1962), US-amerikanische Radrennfahrerin
- Golay, Marcel (1927–2015), Schweizer Astronom
- Golay, Marcel J. E. (1902–1989), Schweizer Elektroingenieur
- Golay, Roger (* 1959), Schweizer Politiker (MCG)

### Golaz
- Golaz, Donat (1852–1900), Schweizer Politiker (FDP)